# 청주혜원학교
청주혜원학교는 충청북도 청주시 상당구 금천동에 위치한 지적장애를 위한 특수학교이다. 현재 중등과정, 고등과정, 전공과로 구성되어 있다.

## 연혁
- 1980년 4월 23일: 청주특수학교로 개교
- 1982년 3월 31일: 청주혜원학교로 변경
- 2023년 3월 1일: 유치부와 초등과정을 이은학교로 분리[1]